# Elisabeth Zernike
Elisabeth Zernike (Amsterdam, 8 juli 1891 – Laren, 12 maart 1982) was een Nederlandse schrijfster. Ze was de eerste vrouw in Nederland die werd bekroond met een literaire prijs. 

## Biografie
Ze werd geboren in Amsterdam als dochter van Carl Friedrich August Zernike en Antje Dieperink. Haar vader was schoolhoofd en pedagoog en haar moeder onderwijzeres. Ze was een zuster van Anne Zernike en Frits Zernike. 
Ze ging naar de meisjes-HBS in Amsterdam en later naar de Muziekschool voor Toonkunst, waarna ze ging schrijven. Van 2 oktober 1915 tot 24 februari 1917 was zij redacteur van het Amsterdamse studentenweekblad Propria Cures. 
In 1921 kreeg ze de Haagsche Postprijs voor haar boek Een vrouw als zij. Daarmee was ze de eerste vrouw in Nederland die een literaire prijs ontving. In 1949 ontving ze de Poëzieprijs van de gemeente Amsterdam voor  haar gedicht "En toen wij afscheid namen...".
Zernike overleed in 1982 in verpleeghuis De Stichtse Hof in Laren en werd begraven in het graf van haar broer Frits op Begraafplaats Zorgvlied in Amsterdam. Haar naam staat niet op de steen.

## Prijzen
- 1921: Haagsche Postprijs voor Een vrouw als zij
- 1949: Poëzieprijs van de gemeente Amsterdam, voor En toen wij afscheid namen ....